# Górzak syberyjski
Górzak syberyjski (Alticola lemminus) – gatunek ssaka z podrodziny karczowników (Arvicolinae) w obrębie rodziny chomikowatych (Cricetidae).

## Zasięg występowania
Górzak syberyjski występuje we wschodniej Syberii i Rosyjskim Dalekim Wschodzie (na wschód od rzeki Lena i Gór Jabłonowych na wschód od Półwyspu Czukockiego).

## Taksonomia
Gatunek po raz pierwszy zgodnie z zasadami nazewnictwa binominalnego opisał w 1868 roku amerykański botanik i zoolog Gerrit Smith Miller nadając mu nazwę Aschizomys lemminus. Holotyp pochodził ze stacji Kelsey, nad Zatoką Opatrzności, w Cieśninie Beringa, w Rosji. 
Autorzy Illustrated Checklist of the Mammals of the World umieszczają A. lemminus w monotypowym rodzaju Aschizomys, zaś wcześniejsze ujęcia systematyczne traktują ten takson jako podgatunek Myodes macrotis (jako Alticola macrotis lemminus lub Aschizomys macrotis lemminus); jednak nowsze analizy oparte na danych molekularnych umieszczają go w obrębie Alticola. Autorzy Illustrated Checklist of the Mammals of the World uznają ten takson za gatunek monotypowy.

### Etymologia
- Alticola: łac. altus „wysoki” (tj. średniogórze, góra), od alere „żywić”; -cola „mieszkaniec”, od colere „zamieszkiwać”[8].
- lemminus: nowołac. lemmus „leming”, od norw. lemming „leming”, od lemja „okaleczyć, uderzyć”[9]; przyrostek -inus „należący do, odnoszące się do”[10].

## Morfologia
Długość ciała (bez ogona) 88–120 mm, długość ogona 10–28 mm; masa ciała 21–39 g. Ogon stanowi 16–24% długości ciała.

## Biologia
Górzak syberyjski występuje w skalistych, górskich obszarach od poziomu morza po 2000 m n.p.m. Na Czukotce zamieszkuje nagie szczyty górskie i doliny rzek, gdzie skały porastają trawy. Żywi się głównie mchami i porostami, w mniejszym stopniu zjada trawy i ogryza krzewy.
Okres rozrodczy tego gryzonia przypada na lato. Typowo w ciągu roku samica wydaje na świat jeden miot, tylko w południowej Jakucji stwierdzono dwa mioty.

## Populacja
Górzak syberyjski jest szeroko rozprzestrzeniony i choć populacja ma niską gęstość (na Czukotce 7-12 osobników na hektar), to łączna liczebność jest duża. Jest uznawany za gatunek najmniejszej troski.